# MTV Australia Awards 2009
Die MTV Australia Awards 2009 (auch: Vodafone MTV Australia Awards 2009) wurden am 27. März 2009 im Sydney Convention and Exhibition Centre in Darling Harbour, Sydney verliehen. Es war die fünfte und bis dato letzte Veranstaltung der Awardsshow von MTV Australia.

## Hintergrund
Die Verleihung wurde am 16. Februar 2009 angekündigt. Drei Tage später wurden die Nominierungen bekannt gegeben. Alex Coletti, der bereits die MTV Video Music Awards 2003 produziert hatte, war der Produzent der Show.
Pete Wentz von Fall Out Boy war der Moderator der Veranstaltung.

## Liveauftritte
- The Killers[4]
- Kings of Leon (Live aus der TSB Bank Arena in Wellington, Neuseeland)[5][6]
- Sia[6]
- The Fray[7]
- Jessica Mauboy[8]
- Kaiser Chiefs
- Wolfmother (Premiere der Single Background)[9]
- Vanilla Ice[9]

## Präsentatoren
- Audrina Patridge[8]
- Lara Bingle
- Rhys Darby
- Dannii Minogue
- Duffy[10]
- Mark Hoppus
- Delta Goodrem
- Estella Warren
- Vanilla Ice
- Robbie Maddison

## Gewinner und Nominierte
Die Sieger sind fett markiert und stehen an erster Stelle.
| Video of the Year | Video of the Year |
| --- | --- |
| - Pink – So What - Beyoncé – Single Ladies (Put a Ring on It) - Flo Rida feat. T-Pain – Low - Lady Gaga – Poker Face - Kings of Leon – Sex on Fire                                                                             | |
| Best Aussie | Best Kiwi |
| - Jessica Mauboy - The Veronicas - The Presets - The Living End - Gabriella Cilmi | - Nesian Mystik - Cut Off Your Hands - P Money - Goodnight Nurse - Ladyhawke                                                                                                   |
| Best Breakthrough | Independent Spirit |
| - Katy Perry - Lady Gaga - The Ting Tings - MGMT - Empire of the Sun | - Sneaky Sound System - Ladyhawke - Sia - Bliss n Eso - Cut Copy |
| Best Rock Video | Best Dance Video |
| - Fall Out Boy – I Don't Care - Kings of Leon – Sex on Fire - The Killers – Human - Paramore – Decode - Kaiser Chiefs – Never Miss a Beat                                                                                      | - The Ian Carey Project – Get Shaky - The Presets – Talk Like That - The Potbelleez – Are You With Me - Sam Sparro – Black & Gold - Sneaky Sound System – Kansas City          |
| Best Collaboration | Best Moves |
| - T.I. feat. Rihanna – Live Your Life - Jessica Mauboy feat. Flo Rida – Running Back - Jordin Sparks feat. Chris Brown – No Air - Estelle featuring Kanye West – American Boy - Kevin Rudolf featuring Lil Wayne – Let It Rock | - Britney Spears – Circus - Pussycat Dolls – When I Grow Up - Chris Brown – Forever - Beyoncé – Single Ladies (Put a Ring on It) - Madonna feat. Justin Timberlake – 4 Minutes |